# صورت‌غذا (فیلم ۲۰۲۲)
صورت‌غذا یا مِنو (انگلیسی: The Menu) فیلمِ کمدی ترسناکِ آمریکایی سالِ ۲۰۲۲ به کارگردانی مارک مایلود است، که با نویسندگی سث ریس و ویل تریسی، بر اساس داستانی اصلی از تریسی خلق‌شده و توسط آدام مک‌کی، بتسی کخ و ویل فرل تهیه شده‌است. در این فیلم ریف فاینز در نقش «اسلوویک» یک سرآشپز مشهور، در کنار گروه بازیگران متشکل از آنیا تیلور-جوی، نیکلاس هولت، هانگ چائو، جانت مک‌تیر، جودیت لایت، ایمی کاره‌رو و جان لگویزمائو ایفای نقش می‌کند؛ اسلوویک گروهی را برای صرف غذا به «هاثورن» یک رستوران منحصر به فرد در جزیره‌ای دورافتاده دعوت می‌کند، که در آن‌جا یک منوی مجلل با شگفتی‌های تکان‌دهنده را برای آن‌ها آماده کرده‌است.
صورت‌غذا نخستین بار در جشنواره بین‌المللی فیلم تورنتو ۲۰۲۲ نمایش داده شد و در ۱۸ نوامبر ۲۰۲۲ به‌وسیلهٔ سرچلایت پیکچرز منتشر شد. این فیلم با بودجه ۳۰ میلیون دلاری بیش از ۷۹ میلیون دلار در سراسر جهان فروش داشت و نقدهای مثبتی را از سوی منتقدان دریافت کرد. صورت‌غذا در هشتادمین مراسم گلدن گلوب نامزد جایزه بهترین بازیگر مرد برای فاینز و بهترین بازیگر زن برای تیلور-جوی شد.

## داستان
«مارگو میلز» همراه با قرار ملاقاتش «تایلر»، با قایق به هاثورن سفر می‌کنند، رستورانی منحصر به فرد که متعلق به «جولیان اسلوویک»، یک سرآشپز مشهور است که در جزیره‌ای خصوصی قرار دارد. دیگر مهمانان حاضر در شام «لیلیان بلوم»، منتقد غذا و سردبیر او «تد»؛ «ریچارد» و «آن لیبراند»، یک زوج ثروتمند؛ «جورج»، یک ستاره سینما و دستیار شخصی‌اش «فلیسیتی»؛ شرکای تجاری «سورن»، «دِیو»، و «برایس»؛ و مادر الکلی سرآشپز اسلوویک هستند. «اِلسا» سرپیشخدمت رستوران، به گروه یک تور جزیره‌ای می‌دهد، که در طی آن اشاره می‌کند که مارگو مهمان تعیین‌شده تایلر برای شب نبود.
شام آغاز می‌شود و جولیان مجموعه‌ای از دوره‌ها را معرفی می‌کند و مونولوگ‌های نگران‌کننده‌ای را در مورد هر وعده غذایی ارائه می‌دهد. با گذشت شب، رازهای مربوط به هر مهمان، از امور گرفته تا پولشویی، به آرامی فاش می‌شود. در طول دوره چهارم، یک سرآشپز جلوی مهمانان خود را می‌کشد و پس از این اتفاق یکی از مهمانان سعی بر فرار و رفتن دارد که توسط کارکنان رستوران انگشت حلقه‌اش بریده می‌شود. پس از دوره چهارم، سرمایه‌گذار اصلی رستوران - که همچنین رئیس سورن، دیو و برایس است - در مقابل دیدگان مشتری‌ها در آب غرق می‌شود. در نقاط مختلف شب، جولیان به مهمانان اجازه می‌دهد تا فرار کنند، تا کارکنان آن‌ها را بگیرند و برگردانند.
جولیان فاش می‌کند که همه مهمان‌ها به این دلیل انتخاب شده‌اند که یا به از دست‌دادن اشتیاق او برای هنرش کمک کرده‌اند یا به این دلیل که با بهره‌برداری از کار صنعتگران و کارگرانی مانند او و تیمش امرار معاش می‌کنند. او اعلام می‌کند که همه حاضران تا آخر شب خواهند مرد. از آنجایی که حضور مارگو برنامه‌ریزی نشده بود، جولیان به‌طور خصوصی به او این اختیار را می‌دهد که با کارکنان یا با مهمانان بمیرد.
فاش می‌شود که مارگو در واقع یک روسپی است، که قبلاً با ریچارد ملاقات کرده بود و تایلر او را فقط برای آن شب استخدام کرده‌است. جولیان فاش می‌کند که تایلر شخصاً به این محفل دعوت شده بود و می‌دانست که شام با مرگ همه به پایان می‌رسد، بنابراین او با اینکه می‌دانست مارگو خواهد مرد، او را دعوت کرده‌است؛ این امر مارگو را خشمگین و غمگین می‌کند. جولیان با تحقیر تایلر، او را مجبور به پختن غذا در مقابل همگی می‌کند و به غذایش توهین می‌کند و شخصیت او را می‌شکند؛ او سپس به تایلر دستور می‌دهد تا خود را حلق‌آویز کند، که او این کار را انجام می‌دهد. جولیان از مارگو می‌خواهد که بشکه مورد نیاز برای دسر را جمع‌آوری کند.
مارگو به صورت مخفیانه وارد خانه جولیان می‌شود، اما السا به او حمله می‌کند. مارگو با ضربه چاقو به گردن السا او را می‌کشد. پس از دیدن بریده‌های روزنامه از زندگی گذشته جولیان در یک رستوران فست‌فود، مارگو یک رادیو پیدا می‌کند، درخواست کمک می‌کند و با بشکه به رستوران برمی‌گردد. یک افسر گارد ساحلی از قایق خود می‌آید، سپس خود را به‌عنوان یکی از سرآشپزان نشان می‌دهد و به آشپزخانه برمی‌گردد.
مارگو از غذای جولیان انتقاد می‌کند و شکایت می‌کند که هنوز گرسنه است. وقتی جولیان از او می‌پرسد که دوست دارد چه چیزی بخورد، مارگو یک چیزبرگر و سیب‌زمینی سرخ‌کرده درخواست می‌کند. جولیان غذا را مطابق با مشخصات خود آماده می‌کند. مارگو لقمه‌ای می‌گیرد و از غذای او تعریف می‌کند، اما از او می‌پرسد که آیا می‌تواند آن را با خود ببرد. جولیان غذا را برای او بسته‌بندی می‌کند و او و کارکنان به او اجازه می‌دهند که رستوران را ترک کند. مارگو یک قایق گارد ساحلی را که در نزدیکی لنگر انداخته‌است می‌گیرد و از جزیره می‌گریزد.
دسر یک سِمُور است – کارکنان زمین را با کراکرهای له‌شده گراهام می‌پوشانند و میهمانان را با دسرهای ساخته‌شده از گل ختمی و کلاه‌های ساخته‌شده از شکلات تزئین می‌کنند. جولیان سپس رستوران را به آتش می‌کشد، بشکه را منفجر می‌کند و مهمانان، کارکنان و خودش را می‌کشد و به قول مرگبار خود عمل می‌کند. مارگو اکنون روی قایق چیزبرگر خود را باز می‌کند، گاز می‌گیرد و با تماشای انفجار از یک کپی از صورت‌غذا برای پاک‌کردن دهانش استفاده می‌کند.

## بازیگران
- ریف فاینز در نقش سرآشپز جولیان اسلوویک
- آنیا تیلور-جوی در نقش مارگو میلز
- نیکلاس هولت در نقش تایلر
- هانگ چائو در نقش اِلسا
- جانت مک‌تیر در نقش لیلیان بلوم
- پل آدلستین در نقش تِد، سردبیر لیلیان
- جان لگویزمائو در نقش یک ستاره سینما
- ایمی کاره‌رو در نقش فلیسیتی
- رید برنی در نقش ریچارد
- جودیت لایت در نقش ان
- ربکا کون در نقش لیندا
- راب یانگ در نقش برایس
- آرتورو کاسترو در نقش سورن
- مارک سینت سیر در نقش دِیو
- پیتر گروسز در نقش سومیلیر
- کریستینا بروکاتو در نقش کاترین

## تولید
در آوریل ۲۰۱۹، اعلام شد که اما استون و ریف فاینز در صورت‌غذا به ایفای نقش خواهند پرداخت و الکساندر پین به کارگردانی آن پیوسته‌است. در ماه دسامبر، فیلمنامه در فهرست سیاه سالانه ظاهر شد، یک نظرسنجی که محبوب‌ترین فیلم‌هایی را که هنوز در حال ساخت هستند نشان می‌دهد.
تا مهٔ ۲۰۲۰، سرچلایت پیکچرز حق پخش را در اختیار داشت و پین و استون فیلم را به دلیل اختلافات در برنامه‌ریزی ترک کردند و همچنین مارک مایلود به عنوان کارگردان جایگزین پین شد.
در ژوئن ۲۰۲۱، فاینز دوباره به بازیگران پیوست و آنیا تیلور-جوی در حال مذاکره برای بازی در نقش جایگزین استون بود. حضور وی ماه آینده تأیید شد و هانگ چائو و نیکلاس هولت به بازیگران پیوستند. جان لگویزمائو، جانت مک‌تیر، جودیت لایت، رید برنی، راب یانگ، و ایمی کاره‌رو در سپتامبر به این تیم پیوستند. در ماه اکتبر، پل آدلستین، آرتورو کاسترو، مارک سینت سیر، ربکا کون و پیتر گروسز به عنوان بخشی از گروه بازیگران تأیید شدند.
تصویربرداری در ۳ سپتامبر ۲۰۲۱ در ساوانا، جورجیا، با فیلمبرداری پیتر دمینگ آغاز شد. کریستوفر تلفسن تدوینگر فیلم است.

## انتشار
صورت‌غذا نخستین بار در ۱۰ سپتامبر ۲۰۲۲ در جشنواره بین‌المللی فیلم تورنتو نمایش داده شد، و یک ماه بعد نخستین نمایش خود را در ایالات متحده در جشنواره فنتستیک فست انجام داد. این فیلم در ۱۸ نوامبر در ۳٫۲۱۱ سالن سینما در ایالات متحده اکران شد که به‌عنوان گسترده‌ترین اکران سینمایی در تاریخ سرچلایت پیکچرز تا آن زمان محسوب می‌شود.

## بازخورد

### فروش گیشه
تا تاریخ ۵ فوریه ۲۰۲۳، صورت‌غذا ۳۸٫۵ میلیون دلار در ایالات متحده و کانادا، و ۴۱٫۱ میلیون دلار در مناطقِ دیگر جهان به دست آورده‌است، که در مجموع فروش جهانیِ ۷۹٫۶ میلیون دلار را نشان می‌دهد.
در ایالات متحده و کانادا، صورت‌غذا در کنار آن زن گفت منتشر شد. این فیلم در نخستین روز اکران ۳٫۶ میلیون دلار به دست آورد که شامل ۱ میلیون دلار از پیش نمایش‌های چهارشنبه و پنجشنبه شب بود. این فیلم برای اولین بار به ۹ میلیون دلار رسید و پس از پلنگ سیاه: واکاندا تا ابد در جایگاه دوم قرار گرفت. در طول آخر هفته دوم، صورت‌غذا ۵٫۵ میلیون دلار (در مجموع ۷٫۶ میلیون دلار در بازهٔ پنج‌روزه شکرگزاری) به دست آورد و پنجم شد. در آخر هفته سوم، فیلم ۳٫۵ میلیون دلار فروش کرد و در گیشه هفتگی در جایگاه چهارم قرار گرفت.

### پاسخ انتقادی
در وبگاه جمع‌آوری نقد راتن تومیتوز، ٪۸۸ از ۳۱۰ بررسی منتقدان مثبت است و میانگینِ امتیاز آن ۷٫۶/۱۰ است. اجماع این وبگاه چنین می‌نویسد: «در حالی که تفسیر اجتماعی آن بر مواد اولیه متکی است، صورت‌غذا کمدی سیاه را با طعم‌های فراوان ارائه می‌دهد.» این فیلم در متاکریتیک که از میانگین وزنی استفاده می‌کند، بر اساس نظر ۴۵ منتقدین امتیاز ۷۱ از ۱۰۰ را کسب کرده که نشان‌گر «نقدهای عموماً مطلوب» است. تماشاگران شرکت‌کننده در نظرسنجی سینماسکور به فیلم نمره متوسط «B» در مقیاس «A+» تا «F» دادند، در حالی که مخاطبان پست‌ترک به آن امتیاز مثبت ۷۸٪ دادند و ۵۲٪ گفتند که قطعاً آن را توصیه می‌کنند.

### جوایز و نامزدی‌ها
| جایزه                        | تاریخ مراسم     | رده                                                        | دریافت‌کننده         | نتیجه     |
| ---------------------------- | --------------- | ---------------------------------------------------------- | ------------------- | --------- |
| فنتستیک فست                  | ۲۷ سپتامبر ۲۰۲۲ | جایزه مخاطبان                                              | صورت‌غذا             | برنده     |
| جایزه موسیقی هالیوود         | ۱۶ نوامبر ۲۰۲۲  | بهترین موسیقی متن اصلی در یک فیلم ترسناک                   | کالین استتسون       | نامزدشده  |
| انجمن منتقدان فیلم سنت لوئیس | 18 دسامبر ۲۰۲۲  | بهترین فیلمنامه اصلی                                       | ست ریس و ویل تریسی  | نامزدشده  |
| انجمن منتقدان فیلم سن دیگو   | 6 ژانویه ۲۰۲۳   | جایزه انجمن منتقدان فیلم سن دیگو برای بهترین بازیگر مرد    | ریف فاینز           | نامزدشده  |
| انجمن منتقدان فیلم سن دیگو   | 6 ژانویه ۲۰۲۳   | بهترین فیلمنامه اصلی                                       | ست ریس و ویل تریسی  | نامزدشده  |
| انجمن منتقدان فیلم سن دیگو   | 6 ژانویه ۲۰۲۳   | بهترین گروه بازیگران                                       | صورت‌غذا             | نامزدشده  |
| جوایز گلدن گلوب              | ۱۰ ژانویهٔ ۲۰۲۳  | بهترین بازیگر مرد – فیلم موزیکال یا کمدی                   | ریف فاینز           | نامزدشده  |
| جوایز گلدن گلوب              | ۱۰ ژانویهٔ ۲۰۲۳  | بهترین بازیگر زن – فیلم موزیکال یا کمدی                    | آنیا تیلور-جوی      | نامزدشده  |
| حلقه منتقدان فیلم لندن       | ۵ فوریه ۲۰۲۳    | جایزه حلقه منتقدان فیلم لندن برای بهترین بازیگر بریتانیایی | ریف فاینز           | نامزدشده  |
| جایزه ستلایت                 | ۱۱ فوریه ۲۰۲۳   | بهترین بازیگر مرد در یک فیلم سینمایی - کمدی یا موزیکال     | ریف فاینز           | در انتظار |
| انجمن منتقدان هالیوود        | ۱۷ فوریه ۲۰۲۳   | بهترین کارگردان بازیگری                                    | مری ورنیو و برت هاو | در انتظار |
| انجمن منتقدان هالیوود        | ۲۴ فوریه ۲۰۲۳   | بهترین کمدی                                                | صورت‌غذا             | در انتظار |
| انجمن منتقدان هالیوود        | ۲۴ فوریه ۲۰۲۳   | بهترین فیلمنامه اصلی                                       | ست ریس و ویل تریسی  | در انتظار |